# Temazcal

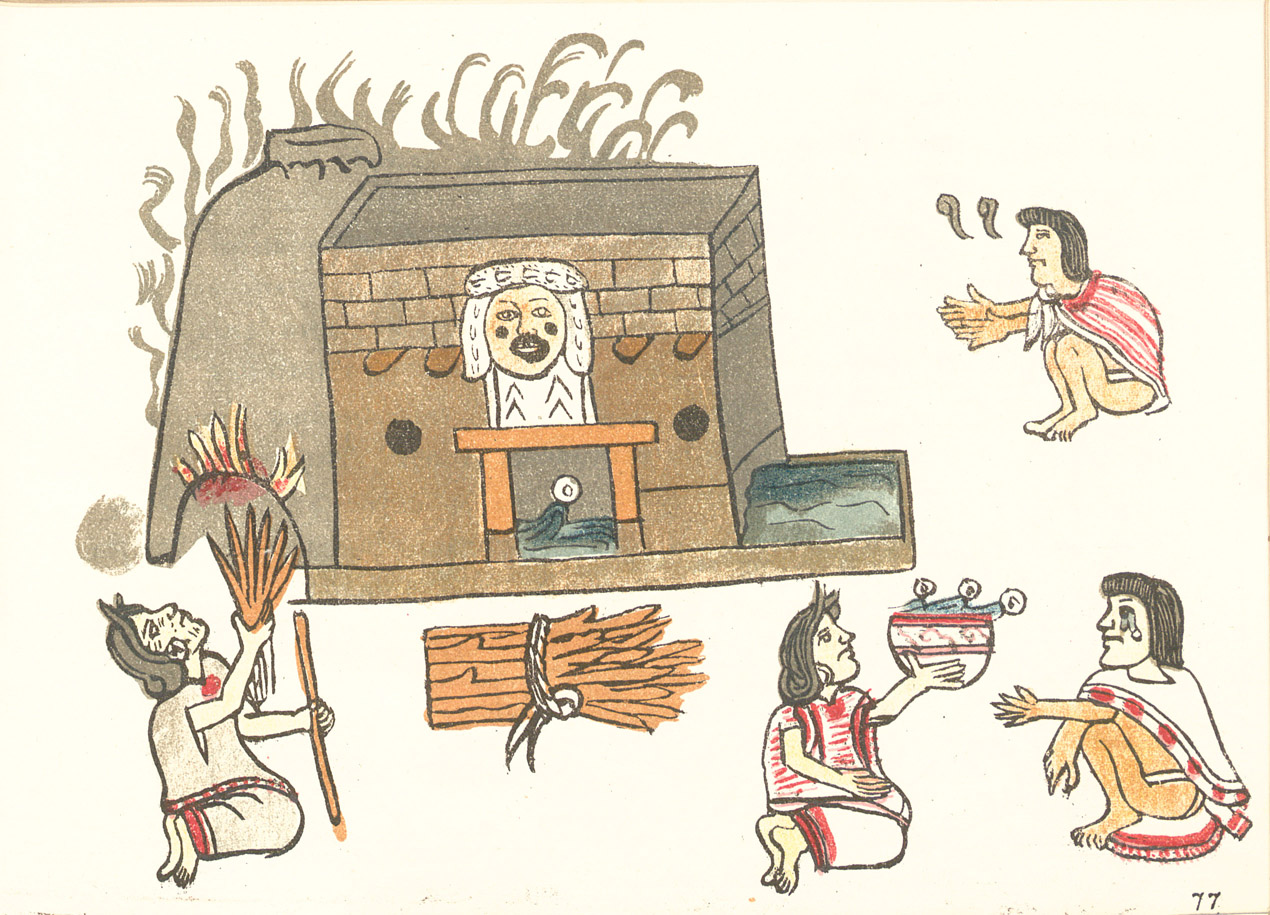
Pictografía de un temazcal azteca en el Códice Magliabechiano, siglo XVI.

Un temazcal (del náhuatl temazcalli, de etimología incierta) hace referencia a un sistema de origen mesoamericano de baño cotidiano de vapor. 
Estos baños, han sido usados por diversas culturas indígenas de Mesoamérica y Norteamérica con propósitos medicinales. En maya es zumpul-ché y en mixteco, ñihi.
En el siglo XVI, Alonso de Molina lo definía, en su Vocabulario en lengua castellana y mexicana, como «casilla como estufa, adonde se bañan y sudan».

## Rituales del temazcal
Antes de ser construido debe considerarse la ubicación del baño y el lugar de la casa donde se construirá. Se nombrarán padrinos, que procurarán los cohetes y la ofrenda el día en que se acabe la construcción.
Cuando el baño está ya terminado, se procede a bautizarlo con pulque y se le pone un nombre. Se acostumbra a echar cohetes y ofrecer un convite. Antiguamente, era común que se realizara una fiesta en honor a Toci, la señora de los temazcales, y se ponía su figura en la entrada del cuarto de baño, por fuera, y era ofrendada con coronas de flores.

## Tipos de temazcal
En la actualidad nos sobreviven por su forma tres tipos de temazcal:
El temazcal de dos aguas, con un techo de dos caídas.
El temazcal redondo con forma de iglú.
El temazcal cuadrado. 

## Partes del baño de temazcal
- El cuarto de baño, que en lo general no debe sobrepasar un metro y medio de alto y en promedio dos metros de largo. Pueden ser cuadrados o redondos.
- El tlexiktli u hornilla, que es donde se coloca la leña que calentará el temazcal a través de una pared hecha de piedras y que, al mismo tiempo, impide el paso del humo al cuarto de baño.
- La entrada al cuarto de baño.

Se procura tener un manojo de ramas de un árbol que no sea considerado "caliente", preferentemente las hojas del árbol del capulín (Prunus virginiana) para hacer tlaxiwis o "bajado del vapor"; una piedra lisa de río, para quitar la piel muerta, jabón y zacate o estropajo. También es necesario contar con tandas de agua caliente y fría para el baño. Igualmente, se puede introducir el asiento del pulque (tlaxixtli), que será untado a los bañistas una vez que entren en el cuarto de baño.

## Para construir un temazcal
Existen algunos temazcales que cuentan con más de 1500 años. Antes de ser construido un Temazcal debe considerarse su ubicación y tener contemplados a los padrinos. Actualmente muchas personas acostumbran tenerlos, pues son quienes se encargaran de llevar el copal para bendecir el lugar.

## Procedimiento
Cuando se considera que el tlexiktli ya está lo suficientemente caliente, se procede a llamar a los bañistas. Deberán entrar desnudos uno por uno o en grupos. Las prendas están contraindicadas, pues se considera que retienen frío y humedad, que puede dañar al bañista con enfermedades tipificadas como "dolor de huesos", incluso pulmonía. Suele indicarse que los bañistas entren de espaldas, para que no  reciban el golpe del aire caliente directo al rostro y puedan sufrir vértigos o mareos que ocasionen desmayos o vómitos. Una vez que se acomodan los bañistas acostándose boca arriba —no pueden estar de pie ni sentados, pues estas posturas pueden provocar mareos, desmayos y vómito— el temazcalero o bañador les procura agua caliente, que será arrojada a la pared del tlexictli desde dentro del cuarto de baño. A este acto se llama tlazaz, y se hace en tandas de cinco tlazas, en promedio. El número de tandas varía según el gusto de los bañistas. Antes de hacer tlazaz, la entrada se cubre con una cobija, y el temazcal queda a oscuras.
Una vez liberado el vapor de la pared de piedras, el temazcalero usa las ramas para "llamar al vapor" que yace arriba del cuarto de baño, hacia los bañistas acostados. Este acto, llamado tlaxiwis, consiste en agitar las ramas al aire y con ellas golpear después, suavemente, el cuerpo de los bañistas que, en ese momento, ya sudan.
Acto seguido, se insta a los bañistas a cambiar de posición para que todo el cuerpo sude. El temazcalero pregunta si algunos de los bañistas tiene dolor. En caso afirmativo, el temazcalero le da tlaxiwis a la parte afectada del bañista.
Cuando los bañistas consientan, se procede a retirar la cobija de la entrada, y así empieza la segunda fase del baño. Se introduce agua caliente —que puede ser o no una infusión de hierbas medicinales—, para que el cuerpo sea enjuagado menos la cabeza. Entonces se dan las piedras pequeñas y lisas de río para que los bañistas se tallen y retiren la piel muerta. Esto debe hacerse con cuidado; de lo contrario, se "pasa de piedra", esto es, se llega a la dermis, lo que ocasiona heridas superficiales o irritación en la piel. Se realiza una vez más el enjuagado con agua caliente, el bañista se enjabona el cuerpo con el zacate y se vuelve a echar agua caliente, y acto seguido se procura agua fría para lavar la cabeza con jabón. Esto se debe a que se considera que la cabeza suele calentarse más que el resto del cuerpo, que tiende a enfriarse, por lo que es necesario equilibrar la temperatura con el agua. Antes de retirarse, los bañistas se enjuagan una vez más con agua caliente todo el cuerpo menos la cabeza, y se retiran del temazcal con la cabeza por delante, agradeciendo al temazcalero la atención brindada.
Por último, los bañistas son cubiertos al salir del temazcal y son llevados a reposar en un petate o en una cama. En caso de existir una infusión de hierbas, se les sirve en una taza para ser bebida.

## Prescripciones
- Es preferible hablar poco, pues se puede causar agitación.
- No es recomendable cantar mientras cae el calor.
- No se debe estar sentado mientras dure el vapor.
- Si hay síntomas de mareo o vértigos y vómito, el bañista debe salir de inmediato.
- Se debe guardar reposo mínimo de una media hora después del baño.
- No se deben tomar bebidas frías hasta una hora después del reposo, pues es factible sufrir dolores estomacales si no se hace así.

## Otras formas de baño llamados "temazcal"
A raíz de la popularización de varios movimientos culturales  actuales, se introdujeron en diversos países baños estilo lakota, que son llamados "temazcal". En estos baños se reza, se danza, se hace meditación yogui, se toca el tambor tarahumara y se ofrendan a santos del catolicismo o a deidades prehispánicas. Estos temazcales se construyen con ramas y se cubren con cobijas y lonas, y al interior se introducen piedras en tandas, llamadas "puertas". Los bañistas son introducidos vestidos o en traje de baño mientras arrojan agua a las piedras calientes introducidas al cuarto. Al salir, los bañistas suelen ser enjuagados con extremadamente fría...

## Descripción
Las personas que se bañarán en el temazcal deberán entrar desnudas para bañarse. Una vez que hayan entrado los participantes, entonces se vierte agua (esta acción se conoce con el nombre de el tlasas). 
El vapor es guiado al cuerpo del bañista con un manojo de ramas de capulín o azomiate en una acción conocida como “tlaxiwis” o bien “el hojear”. 
Ya cuando el bañista ha sudado, se procede a enjuagar con agua caliente y a tallar el cuerpo con una piedra semilisa con el propósito de quitar la piel muerta o “mugre”. De nueva cuenta el bañista se enjuaga con agua caliebte y se talla con un zacate con jabón. A esto se le llama “la zacateada”. Por último, el bañista se lava el cabello con agua fría y procede a salir del temazcal cubriéndose adecuadamente con una cobija. 

## Historia

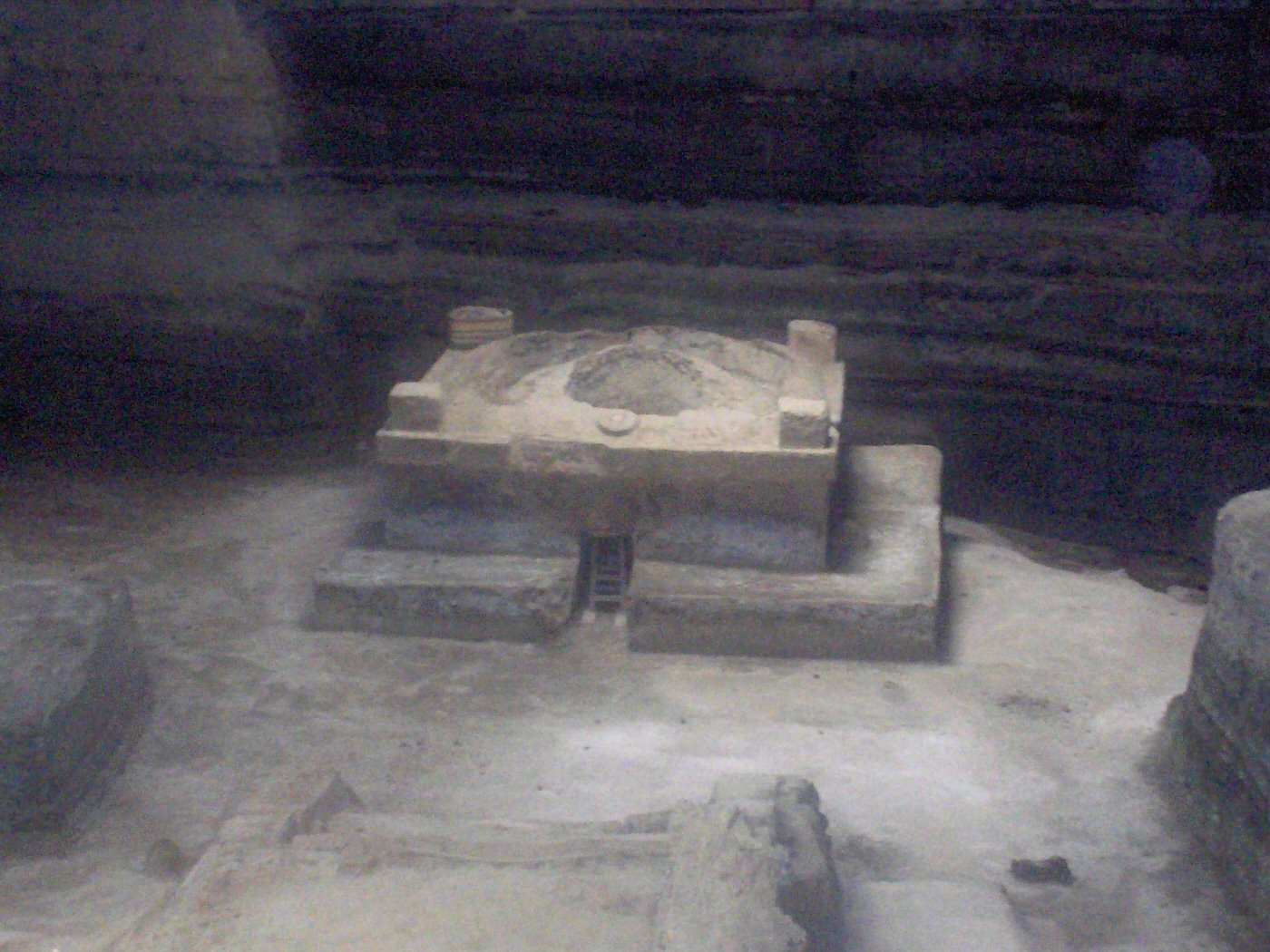
Un temazcal hallado en Joya de Cerén.

Al estudiar el origen del temazcalli, G. Moedano menciona que en 1960 P. Kirchhoff y otros estudiaron el baño de vapor de diferentes culturas y constataron las semejanzas que hay en su significado ceremonial y terapéutico. Esto los llevó a suponer la existencia de un origen común de esta tradición en el mundo, que debía explicar la presencia ancestral de la "casa de baño", en poblaciones tan alejadas unas de las otras, como las de Rusia, Dinamarca, Suecia, Canadá, Estados Unidos, México, Perú, Brasil, isla de Pascua, China, Japón, Filipinas y Madagascar, entre otros países.
Cada vez más personas se interesan en el Temazcal por sus amplios beneficios terapéuticos, de la misma manera que instituciones académicas como la Universidad de Chapingo que ha incorporado a su programa universitario de medicina tradicional y terapéutica naturista el curso de Temazcal para profesionales de la salud.
Aunque los baños de vapor han sido usados por muchas culturas en diversas partes del mundo, el temazcal ha tenido una importancia especial en las culturas nativas de América, porque forma parte de la vida cotidiana.
Se pueden encontrar vestigios de temazcales en numerosas zonas arqueológicas de Mesoamérica y Centroamérica. Algunos ejemplos son en Teotihuacán, Monte Albán, Tula, Paquimé, Tlatelolco, Comalcalco, Joya de Cerén, Xochicalco y Tenango del Valle. En la zona maya, se han encontrado en Palenque, Chichen Itza, Tikal, Tulum, Dzibilchaltun, Toniná, Piedras Negras e Iximche. Se estima que las edificaciones ancestrales de los temazcaltin (plural de temazcal, en idioma náhuatl) de Tikal tienen alrededor de 1,200 años.
En muchos temazcales de los pueblos nahuablantes, el temazcal estaba dedicado por la diosa Toci ("Nuestra abuela"), también llamada Teteo Innan ("la madre de los dioses") y Temazcalteci ("abuela de los baños de vapor"), patrona de los médicos, de las parteras, de las yerberas, de los adivinos y de los temazcaleros.
A la llegada de los españoles, el uso del temazcal era generalizado como baño cotidiano y como un medio terapéutico. Durante la época colonial, su uso fue paulatinamente prohibido, ya que a los españoles les horrorizaba el hecho de que varios hombres y mujeres compartieran la misma habitación estando casi desnudos.
Los purépechas llamaban al temazcal hurínguequa, con aplicaciones terapéuticas y rituales similares a otras culturas. Su diosa era Pehuame, asociada a la luna y símbolo de la Madre.
Cerca de lo que hoy es San Francisco, California, a inicios del siglo XIX, el entonces cónsul de Inglaterra en México documentó un grabado sobre la práctica del baño de vapor entre los indios originarios de esa región. Ese baño se realizaba de manera colectiva y tenía un propósito religioso.
En enero de 2020, durante excavaciones para la construcción de un edificio de viviendas en el centro de la Ciudad de México, se encontraron vestigios de un temazcal que aparece en el Mapa de Sigüenza, dibujado en el siglo XVI, el cual describe la ruta de los aztecas desde la mítica Aztlán a lo que sería Tenochtitlan. El hallazgo permitió ubicar uno de los barrios más antiguos de Tenochtitlan: Temazcaltitlan, que en náhuatl significa “en donde están los temazcales”. Desafortunadamente, las obras de construcción sepultarán la zona, por lo que el INAH realizará solo un registro gráfico y fotográfico del predio, y recolectará muestras.
El temazcalli representa el vientre de una madre y, por tanto, era vinculado con la diosa Toci. Para la tradición autóctona, su propósito cotidiano es el de un baño, y de ahí que esté vinculado a la idea de "purificación", esto debido a que, si el cuerpo está limpio, el pensamiento igual. El interior del temazcal es oscuro y por lo mismo -como cualquier aposento sin luz tipo una cueva- los pueblos mesoamericanos lo vinculaban con el concepto Tezcatlipoca, relacionado con el humo que sale de las brasas conque se calientan las piedras del temazcal.
Deben tomarse otras precauciones, por ejemplo:
- Antes de iniciar una sesión de baño de temazcal se debe haber descansado entre 15 y 30 minutos. No es aconsejable el entrar al sauna después de realizar esfuerzos físicos, como la práctica de algún deporte, con lo que se facilita la reacción del cuerpo ante el calor.

- Hipertensión compensada mediante medicación: el enfriamiento se debe realizar sin ducha y progresivamente.
- No debe usarse joyería de metal, que puede calentarse y quemar a los participantes.

Se recomienda tener cuidados especiales (tiempo limitado y nunca temperaturas extremas) en el caso de personas que padecen diabetes o hipertensión, y en niños y en quienes, por enfermedad o edad avanzada, tengan poca vitalidad.

### Contraindicaciones
Al igual que el sauna, el calor producido en el temazcal tiene incidencia en el sistema circulatorio, por lo que las alteraciones que se pudieran tener en el mismo pueden condicionar su uso. El ambiente oscuro puede desencadenar episodios de desajuste mental en personas con padecimientos mentales graves.
Está contraindicado si se presenta alguna de estas enfermedades o alteraciones:
- problemas de corazón como infarto de miocardio, estados de descompensación cardiovascular y síntomas de estenosis;
- problemas venosos crónicos, insuficiencia venosa, síndrome post-trombótico;
- várices en fase aguda;
- problemas de circulación cerebral, trombosis, y tras haber sufrido infartos cerebrales;
- presión arterial baja;
- hipertensión arterial de origen renal superior a 200 mmHg;
- glaucoma;
- hipertiroidismo;
- toxemias gravídicas severas;
- enfermedades inflamatorias agudas internas, como hepatitis y nefritis;
- epilepsia;
- con episodios de fiebre;
- los tres primeros meses de embarazo;
- mujeres embarazadas con historiales de partos prematuros;
- enfermedades mentales serias, como demencia, psicosis, esquizofrenia, paranoia, etc.